# Дерво, Пьер
Пьер Дерво (фр. Pierre Dervaux; 3 января 1917, Жювизи-сюр-Орж, Франция — 20 февраля 1992, Марсель, Франция) — французский дирижёр, композитор и музыкальный педагог.
Дебютировал в 1945 году с оркестром Падлу и в том же году был назначен главным дирижёром парижской Опера-Комик, которой руководил до 1953 года. В 1956—1972 годах возглавлял другую парижскую оперу, Опера Гарнье, где возглавлял ряд премьерных спектаклей, в том числе французскую премьеру (1957) оперы Ф.Пуленка «Диалоги кармелиток».
В 1958 году возглавил Оркестр Колонн и не оставлял этого поста до самой смерти. Одновременно в 1968—1975 годах был главным дирижёром Квебекского симфонического оркестра, основал и в 1971—1975 годах возглавлял Национальный оркестр Страны Луары, в 1979—1982 годах был музыкальным руководителем Филармонического оркестра Ниццы.
Дерво преподавал в Школе музыки имени Корто в 1964—1986 годах, а в 1965—1972 годах также в Монреальской консерватории. Среди учеников Дерво — Жан-Клод Казадезюс, Сильвен Камбрелен, Жорж Апергис, Габриэль Хмура и др.